# Phù Phong
Phù Phong  (tiếng Trung: 扶風縣, Hán Việt: Phù Phong huyện) là một huyện thuộc địa cấp thị Bảo Kê (宝鸡市), tỉnh Thiểm Tây, Cộng hòa Nhân dân Trung Hoa. Huyện này có diện tích 751 km2, dân số là 460.000 người. Huyện Phù Phong được chia thành các đơn vị hành chính gồm 12 hương trấn. Huyện Phù Phong cách trung tâm Tây An khoảng 110 km, cách Bảo Kê 95 km. Danh thắng huyện này có Pháp Môn Tự (法门寺).